# Mechi (Mahananda)
Der Mechi (Nepali मेची नदी) ist ein rechter Nebenfluss der Mahananda in Nepal und Indien.
Der Mechi entspringt an der Südwestflanke des Singalila-Kamms, der einen Teil der Mahabharat-Kette bildet. Das Quellgebiet liegt im Osten des nepalesischen Distrikts Ilam unweit der indischen Grenze. Die östlichste Verwaltungszone von Nepal ist nach dem Fluss benannt.
Der Mechi fließt anfangs in südwestlicher, später in südöstlicher Richtung durch das Bergland im Ilam-Distrikt. Schließlich erreicht er die indisch-nepalesische Grenze. Der Fluss wendet sich nach Süden und durchfließt den Terai und den Norden der Gangesebene. Er bildet für etwa 55 km die Staatsgrenze zwischen Nepal und Indien. Am rechten Flussufer, der nepalesischen Seite, liegt der Distrikt Jhapa mit den Städten Mechinagar und Bhadrapur. Am gegenüberliegenden Ufer liegt der Distrikt Darjeeling im indischen Bundesstaat Westbengalen sowie weiter flussabwärts der Distrikt Kishanganj des indischen Bundesstaats Bihar.
Die letzten 20 km durchfließt der Mechi den Distrikt Kishanganj. Der Mechi mündet schließlich 15 km nördlich der Distrikthauptstadt Kishanganj rechtsseitig in die Mahananda. Der Mechi hat eine Länge von ca. 100 km.
Es gibt Pläne, einen Teil des Flusswassers des Koshi zu Bewässerungszwecken nach Osten zum Mechi umzuleiten.